# サスペクツ・ダイアリー すり替えられた記憶
『サスペクツ・ダイアリー すり替えられた記憶』（原題:The Adderall Diaries）は、2015年に公開されたアメリカ合衆国のスリラー映画。監督はパメラ・ロマノウスキー、主演はジェームズ・フランコが務めた。本作はスティーヴン・エリオットが2009年に発表した自叙伝『The Adderall Diaries』を原作としている。本作は日本国内で劇場公開されなかったが、2017年1月16日にDVDが発売された。
なお、本作がWOWOWで放送された際、『サスペクツ・ダイアリー』という邦題が使用された。

## ストーリー
スティーヴン・エリオットは作家として成功していたが、幼少時には並々ならぬ苦労をしていた。母親が亡くなってからというもの、スティーヴンは父親の身体的・精神的暴力に苦しめられたのである。虐待のせいで彼の人格は歪んでしまい、ドラッグや暴力に塗れた青春時代を送ることになった。
そんなある日、スティーヴンはIT業界の大物（ハンス・ライザー）に関するノンフィクションを執筆することになった。ライザーの結婚生活は上手く行っておらず、妻が行方をくらませる事態にまで至っていた。ライザーは「妻は自分に恥をかかせるために家出したに違いない」と主張していたが、警察は彼を殺人容疑で逮捕したのである。スティーヴンは毎日裁判所に通って事件の捜査の進展を追い、ベストセラーになるような作品を書き上げるべく奮闘していた。
ちょうどその頃、スティーヴンが子供時代の体験を綴った作品が出版されようとしていた。スティーヴンが出版記念パーティーで自著の概略を説明していると、聴衆の中から「嘘だ」という叫び声が上がった。叫び声の主はスティーヴンの父親であるニールであった。しかし、スティーヴンは何故自分が嘘つき呼ばわりされたのか分からずにいた。気分転換のために、スティーヴンはクラブに繰出し、そこで知り合った女性と一夜を共にした。彼が目覚めたのは翌日の昼であった。重要な会議をすっぽかしてしまったために、スティーヴンは出版社との契約を打ち切られることになった。さらには、昨夜のスティーヴンの行動を知った恋人から別れを切り出された。さらに悪いことに、スティーヴンは裁判中に居眠りをしてしまい、肝心のやり取りを聞き逃してしまった。
モヤモヤした状態を打開するべく、スティーヴンは父親と会って話すことにした。そこでニールの口から語られたのは、スティーヴンの記憶を根底から覆すようなものだった。

## キャスト
※括弧内は日本語吹替
- スティーヴン・エリオット（英語版） - ジェームズ・フランコ（三上哲）
  - 10代のスティーヴン・エリオット - ティモシー・シャラメ
- ニール・エリオット - エド・ハリス（及川ナオキ）
- ラナ・エドモンド - アンバー・ハード（志摩淳）
- ハンス・ライザー - クリスチャン・スレーター（黒澤剛史）
- ロジャー - ジム・パラック（英語版）（櫻井慎二朗）
  - 10代のロジャー - ダニー・フラハティ（英語版）
- ジェン・デイヴィス - シンシア・ニクソン
- ビル・デュボイス - アダム・ルフェーヴル
- ポール・ホラ - マイケル・クリストファー
- ジョシュ - ウィルマー・バルデラマ

## 製作
パメラ・ロマノウスキーがジェームズ・フランコと面識を得たのはニューヨーク大学の映画講座においてであった。意気投合した2人は短編映画を一緒に製作した。その出来に満足したフランコは『The Adderall Diaries』の映画化の際にロマノウスキーを監督として起用した。2014年5月16日、本作の主要撮影がブルックリンで始まった。6月、クリスチャン・スレーターが本作に出演すると報じられた。

## 公開
2015年4月16日、本作はトライベッカ映画祭でプレミア上映された。24日、A24とディレクTVが本作の配給権を獲得したとの報道があった。

## 評価
本作は批評家から酷評されている。映画批評集積サイトのRotten Tomatoesには29件のレビューがあり、批評家支持率は21%、平均点は10点満点で4.5点となっている。また、Metacriticには16件のレビューがあり、加重平均値は42/100となっている。
原作者のエリオットは結末が改変されたことに批判的で、「なぜ主役の名前がスティーヴン・エリオットでなければならないのか分からない」と述べている。